# Гетта, Бернар
Бернар Гетта (фр. Bernard Guetta [bɛʁnaʁ ɡeta]; род. 28 января 1951) — французский журналист, депутат Европейского парламента с 2019 года
Родился в семье евреев-сефардов, придерживавшихся троцкистских взглядов. Сам ещё школьником активно участвовал в протестах, включая Красный май 1968 года, вступил в РКЛ, но в 1970-х годах отошёл от активизма и занялся журналистикой, освещал забастовки и молодёжные движения, ситуацию на Глобальном Юге и дела советских диссидентов, включая Леонида Плюща и Владимира Буковского.
В 2019 году избран от Франции в Европарламент, член либеральной фракции «Обновляя Европу».
Гетта является членом Группы Спинелли, Интергруппы Европейского парламента по морям, рекам, островам и прибрежным районам и группы депутатов Европарламента против рака .
В апреле 2022 года он с группой депутатов Европарламента написал «Обращение к гражданам России».
Со стороны отца он сводный брат продюсера Давида Гетты.